# Ácido quínico
Ácido quínico con fórmula química C7H12O6 es un ciclitol, un poliol cíclico, y un ácido ciclohexanocarboxílico. Es un ácido cristalino obtenido a partir de la corteza de quina, granos de café, y otros productos vegetales y hecha sintéticamente por hidrólisis de ácido clorogénico. El ácido quínico también está implicado en la acidez percibida de café. Es un constituyente de los taninos de Caesalpinia spinosa.

## Historia
Esta sustancia fue aislada por primera vez en el 1800 por el farmacéutico francés Nicolas Vauquelin y otras reacciones de este ácido para sintetizar otros compuestos fueron estudiados por el químico alemán E.Lautemann en 1863.

## Características
Es soluble en agua y se cristaliza en grandes prismas incoloros.

## Aplicaciones
El ácido quínico se utiliza como astringente. Por su presencia,  sirve para distinguir las cortezas auténticas. Se puede encontrar en la corteza de Eucalyptus globulus.

## Usos farmacéuticos
Este ácido es un material de partida quiral versátil para la síntesis de nuevos productos farmacéuticos. Un medicamento para el tratamiento de la Gripe A y B cepas denominadas Tamiflu se ha desarrollado y puesto en marcha en el mercado con éxito.
El ácido quínico también se piensa para desplazar la unión del antagonista del receptor opioide mu; Sin embargo, este ácido se pensó originalmente que era farmacológicamente inactivo.